# Swoboda umów
Swoboda umów – zasada prawa zobowiązań polegająca na przyznaniu podmiotom prawnym ogólnej możliwości zawierania i kształtowania treści umów w granicach zakreślonych przez prawo.
Na swobodę umów składają się cztery elementy:
1. swoboda w zawieraniu umowy
2. swoboda w wyborze kontrahenta
3. swoboda w kształtowaniu treści umowy
4. swoboda w wyborze formy zawarcia umowy.

Zakres swobody umów wyznacza treść lub cel stosunku zobowiązaniowego, które nie mogą sprzeciwiać się właściwości (naturze) tego stosunku, ustawie ani zasadom współżycia społecznego. Zasada swobody umów zapisana jest w art. 353¹ Kodeksu cywilnego:

Strony zawierające umowę mogą ułożyć stosunek prawny według swego uznania, byle jego treść lub cel nie sprzeciwiały się właściwości (naturze) stosunku, ustawie ani zasadom współżycia społecznego.

Zasada swobody umów ma swoją podstawę w art. 31 ust. 1 i 2 Konstytucji RP, gwarantującym wolność człowieka i nakazującym władzom publicznym jej prawną ochronę, a w pewnym zakresie również w art. 20 i art. 22 Konstytucji stanowiących o wolności działalności gospodarczej. Konstytucyjnie chroniona wolność umów jest samodzielnym prawem podstawowym jednostki, o szerszym zakresie przedmiotowym aniżeli wynikający z art. 353¹ Kodeksu cywilnego, co oznacza, że ingerencja państwa w stosunki umowne musi być proporcjonalna (w rozumieniu art. 31 ust. 3 Konstytucji) i zgodna z wymaganiami demokratycznego państwa prawnego (art. 2 Konstytucji).
W szczególnych przypadkach zasada swobody umów może zostać wyłączona lub ograniczona przez ustawę z uwagi na wyższe racje prawem chronione. Administracyjny przymus zawierania umów przez przedsiębiorców z konsumentami funkcjonuje w prawie przewozowym, telekomunikacyjnym i energetycznym.
Ustawodawca w celu ochrony pewności obrotu wprowadził pewne ograniczenia co do formy zawierania umów. Na przykład umowa zobowiązująca do przeniesienia własności nieruchomości powinna być zawarta w formie aktu notarialnego. Niezachowanie tej formy powoduje nieważność umowy (art. 158 w związku z art. 73 § 2 kc.).
Odrębną kwestią jest swoboda kontrahentów odnośnie do czytania umów. Mimo że, aż 43 proc. Polaków deklaruje, że czyta umowę przed jej podpisaniem, to co piąty z nas z treścią dokumentu zapoznaje się rzadko lub nie czyta go wcale.